# 지역 절멸
지역 절멸(地域絶滅)은 하나의 종 또는 분류군이 특정 지리적 영역 내에서 잠재적인 번식 능력을 가진 마지막 개체가 죽거나 지역 내 야생 상태에서 사라진 상태이다. 지역 절멸의 사례로는 시베리아 호랑이의 한반도 내 절멸이 있다.

## 부분모집단 예시
- 늪사슴
- 대왕고래
- 북극고래
- 검은옆구리바위왈라비

## 같이 보기
- 야생절멸